# Кротовка (Алтайский край)
Кротовка — село в Кулундинском районе Алтайского края. Входит в состав Константиновского сельсовета.

## История
Основано в 1909 году. В 1928 г. посёлок Кротовка состоял из 50 хозяйств, центр Кротовского сельсовета Славгородского района Славгородского округа Сибирского края. Колхоз «Знамя коммунизма».

## Население
В 1928 году в посёлке проживало 279 человек (139 мужчин и 140 женщин), основное население — украинцы. По переписи 1959 г. в селе проживало 221 человек (104 мужчины и 117 женщин).
| 1997 | 1998 | 1999 | 2000 | 2001 | 2002 | 2003 |
| ---- | ---- | ---- | ---- | ---- | ---- | ---- |
| 223  | ↗238 | ↗249 | ↘246 | ↘239 | ↘231 | ↘218 |
| 2004 | 2005 | 2006 | 2007 | 2008 | 2009 | 2010 |
| ↘214 | ↘210 | ↗211 | ↘207 | ↘201 | ↗202 | ↘179 |
| 2011 | 2012 | 2013 |      |      |      |      |
| ↗182 | ↗191 | ↘177 |      |      |      |      |